# Ел Казадор, Лијензо Чаро Емилијано Запата (Селаја)
Ел Казадор, Лијензо Чаро Емилијано Запата (шп. El Cazador, Lienzo Charro Emiliano Zapata) насеље је у Мексику у савезној држави Гванахуато у општини Селаја. Насеље се налази на надморској висини од 1770 м.

## Становништво
Према подацима из 2005. године у насељу је живело 6 становника.

### Хронологија
| Година       | 2000 | 2005 |
| ------------ | ---- | ---- |
| Становништво | 6    | 6    |

### Попис
| # | Индикатор                        | Вредност |
| - | -------------------------------- | -------- |
| 1 | Укупно појединачних домаћинстава | 1        |